# Helictopleurus subretusus
Helictopleurus subretusus là một loài bọ cánh cứng trong họ Bọ hung (Scarabaeidae).